# Hermitage Hotel
El Hotel Hermitage es un hotel histórico ubicado en 231 6th Avenue North en Nashville, Tennessee. Encargado por 250 residentes de Nashville en 1908 y llamado así por la propiedad de Andrew Jackson, The Hermitage cerca de Nashville,  el hotel abrió sus puertas en 1910. Fue construido en estilo Beaux-arts y es el único ejemplo que queda de este estilo de arquitectura en un edificio comercial en Tennessee.
El Hotel Hermitage fue designado Monumento Histórico Nacional el 28 de agosto de 2020  por su importante papel en la victoria final de la 19.ª Enmienda que trata sobre el derecho al voto de las mujeres. El hotel fue incluido en el Registro Nacional de Lugares Históricos en 1975, principalmente por motivos arquitectónicos.  También es miembro de Historic Hotels of America, un programa oficial del National Trust for Historic Preservation.

## Historia
Se construyó en el corazón del centro de Nashville, a dos cuadras del capitolio estatal, donde el mejor vecindario residencial de Nashville se convirtió en un distrito comercial a principios del siglo XX. Encargado por 250 lugareños en 1908, abrió sus puertas el sábado 17 de septiembre de 1910. Fue el tercer "rascacielos" de Nashville que se construyó en el centro. En 1910 anunció sus habitaciones como "a prueba de fuego, ruido y polvo, habitaciones de $ 2.00 en adelante". Abrió con todas las comodidades modernas posibles, incluido un teléfono y circulación de agua helada en todas las habitaciones, y un alto nivel de servicio al huésped.
El vestíbulo en sí era, y sigue siendo, el principal punto focal del hotel, una espaciosa obra maestra de Bellas Artes adornada con una profusión de yeso ornamental y un techo de vidrio pintado. Desde la entrada de la calle, una gran escalera conduce al vestíbulo con paredes distintivamente construidas con mármol Sienna en tonos dorados. El comedor principal (ahora el Gran salón de baile) estaba ubicado fuera del área del vestíbulo y estaba ricamente detallado con paredes de nogal circasiano y un techo ornamentado, características que aún existen en la actualidad. Una sala social en la parte delantera del hotel se elevó por encima del nivel del vestíbulo y se denominó Loggia (ahora Veranda). Fue diseñado en un estilo renacentista italiano, revestido de terracota blanca y policromada ornamental con aberturas arqueadas y balcones que dan a la calle. En la planta baja, estaba Grille Room (ahora llamado Drusie & Darr), que originalmente fue diseñado como un rathskeller (también ratskeller) con techos abovedados y paneles de madera.
A lo largo de la entrada de la calle, una variedad de tiendas incluía una farmacia y una tienda de ropa, más tarde un lugar familiar para muchos nativos de Nashville como oficina de boletos de American Airlines. El hotel original incluía una sala de exposiciones en el noveno (superior) piso, "salas de muestra" para los vendedores en el octavo piso, un puesto de cigarros y periódicos en el vestíbulo y una barbería en el nivel Grille.
Como uno de los principales hoteles de Nashville, fue una plataforma nacional para las fuerzas a favor y en contra del sufragio en 1920, cuando Tennessee se convirtió en el estado número 36 en ratificar la Enmienda 19 a la Constitución de los Estados Unidos que otorga a las mujeres el derecho al voto. El hotel también tuvo raíces e influencias musicales tempranas en Nashville con su "big band" del hotel, la Orquesta Francis Craig. El Sr. Craig y sus músicos fueron parte de la transmisión de radio en vivo del primer día de la recién formada estación WSM en octubre de 1925, la misma estación que pronto desarrolló la programación de Grand Ole Opry. Craig, en la víspera de su jubilación en 1947, se convirtió en una celebridad musical nacional cuando una canción que había compuesto y grabado, " Near You ", se convirtió en el disco más vendido en Estados Unidos. Lanzada en un sello independiente, el éxito de la canción ayudó a obligar a las principales compañías discográficas a establecer una presencia más fuerte en Nashville, consolidando su estatus como una nota al pie en la historia de la evolución de la recién emergente "Ciudad de la Música".
Tiene un pasado histórico, incluidas las visitas presidenciales que comenzaron con un banquete para el presidente Taft en 1911, seguido por el gobernador Woodrow Wilson en 1912 y, en décadas más recientes, John F. Kennedy, Lyndon Johnson y Richard Nixon. La política estatal desempeñó un papel importante en la historia del hotel y, a menudo, se usaba como sede de campañas y lugar de reunión para los legisladores después del horario de trabajo. Celebridades como Charles Chaplin, Jack Dempsey y Amelia Earhart han disfrutado de la hospitalidad que se ofrece en el Hermitage, conocido por sus altos niveles de servicio y cena elegantes, además de su arquitectura distintiva.
La gran dama cerró a fines de 1977 con un destino incierto. Durante esa época, la popularidad del centro de la ciudad había disminuido y la prosperidad del hotel se tambaleó. Los conservacionistas locales (ahora Historic Nashville, Inc.) y el alcalde Richard Fulton fueron las fuerzas impulsoras para salvar el Hermitage, así como otros puntos de referencia en el centro de Nashville, incluido el Auditorio Ryman. El hotel cambió de propietario y se sometió a una renovación completa, reabriendo en 1981 como Park Suite Hotel. Posteriormente, el hotel cambió de manos varias veces más en las décadas de 1980 y 1990. El legendario jugador de billar Rudolf Wanderone, más conocido como "Minnesota Fats", vivió en el hotel durante parte de esta era. En junio de 2000, Historic Hotels of Nashville, LLC, compró The Hermitage Hotel y renovó por completo las habitaciones y las áreas públicas. Durante 2021-2022 se llevó a cabo una renovación importante de todas las habitaciones y suites, las áreas públicas, los restaurantes y la cocina, conservando las características arquitectónicas y aportando una elegancia nueva, más liviana y moderna con el mobiliario y la decoración.
Ofreciendo originalmente 250 habitaciones hace más de un siglo, ahora ofrece 122 habitaciones y cinco baños fijos para el público viajero. En el siglo XXI recibió muchos elogios, incluida la calificación Five-Diamond de la American Automobile Association (AAA) en 2007. En 2008 se otorgó una calificación de 5 estrellas de Forbes (entonces Mobil 5-Star), y los elogios se han perpetuado, incluido el premio al mejor hotel del centro de la ciudad otorgado por Historic Hotels of America en 2020. En noviembre de 2021, la operación culinaria del restaurante recibió la licencia del chef de renombre mundial Jean-Georges Vongerichten.

## Vínculos con la industria musical de Nashville
La Orquesta Francis Craig actuó en el comedor principal y Grille Room desde 1925 hasta 1945. La orquesta de Craig también fue la primera en transmitir por WSM y disfrutó del éxito con un programa de 12 años que se transmitió por toda la cadena NBC. Presentó a la recién llegada Dinah Shore. Numerosos miembros de la orquesta que continuaron con carreras exitosas incluyeron a James Melton y Snooky Landsen.
A fines de la década de 1940, la oficina de la Orquesta Sinfónica de Nashville estaba ubicada en el Hotel Hermitage. A fines de la década de 1950, CMA se formó en reuniones en el Hotel Hermitage durante la convención anual de Disc Jockeys. En los años 60, la famosa compositora Cindy Walker trabajaba desde una habitación de hotel en el Hermitage e invitaba a futuros grandes, como Roy Orbison, a escuchar canciones que ella había escrito y recomendado. En tiempos más recientes  Los videos musicales han sido grabados en el hotel por Reba McEntire, Josh Turner y otros.